# Општина Горуша
Општина Горуша (грч. Δήμος Βοΐου, Димос Воју) је општина у Грчкој у Кожанском округу, периферија Западна Македонија. Административни центар је град Шатиста. Општина има површину од 1021,02 км2. По подацима из 2021. године број становника у општини је био 14.947.

## Насељена места
Општина Горуша је формирана 1. јануара 2011. године спајањем 5 некадашњих административних јединица: Неаполи, Снежник, Панделофос, Цотили и Шатиста.
- Општинска јединица Неаполи: Неаполи, Аидонохори, Аксиокастро, Алијакмонас, Аспрула, Веланидија, Дреново, Калистрати, Клима, Крионери, Лефкотеа, Мелидони, Месолонгос, Молоха, Панарети, Пепонија, Перистера, Пилорио, Платанија, Полилако, Симандро, Скалохори, Стерна, Трапезица, Химерино, Хоригос.
- Општинска јединица Снежник: Калонери, Галатини, Ератира, Намата, Пелеканос, Сисани.
- Општинска јединица Панделофос: Пендалофос, Витос, Дилофо, Света Сотира.
- Општинска јединица Цотили: Цотили, Авгеринос, Ајасма, Антохори, Антуса, Апидеа, Ахладија, Видулуш, Вронди, Вухорина, Гликокерасија, Дафни, Дихимаро, Драгасија, Занско, Килади, Клисорија, Корифи, Кримини, Лефкади, Лефки, Ликнадес, Луври, Лукоми, Морфи, Омали, Парохтио, Плакида, Поликастано, Родохори, Рокастро, Свети Бесребреници, Свети Теодор, Ставродроми, Тријада, Фитоки, Хрисавги.
- Општинска јединица Шатиста: Шатиста, Дафнеро, Микрокастро, Палеокастро.

## Становништво
| 2011.  | 2021.  |
| ------ | ------ |
| 18,386 | 14,947 |